# Společný hlas
Společný hlas je neformální občanská iniciativa příslušníků abrahamovských náboženství v České republice.
Od roku 2010 organizuje setkání, přednášky, diskuze a akce pro mladé lidi. V případě potřeby též přichází s podněty a vyjadřuje se k aktuálnímu dění ve společnosti. Tato stanoviska uveřejňuje i na svých internetových stránkách.
V souvislosti s pandemií koronaviru připomněli oběti pandemie a vyslovili se k podpoře očkování.